# Gil Avérous
Gil Jean-Paul Avérous (* 12. Juli 1973 in Issoudun, Département Indre) ist ein französischer Politiker, der am 21. September 2024 im Kabinett Barnier zum Minister für Sport, Jugend und bürgerschaftliches Engagement ernannt wurde. Bis 2023 war er Mitglied der Partei Les Républicains; seither ist er parteilos.

## Leben und Wirken
Seit 2008 war er Bürgermeister von Fontguenand im Département Indre, dem er entstammt. Zur Zeit seiner Wahl war er der jüngste Bürgermeister des Départements. Seit 2014 ist er Bürgermeister des Départementshauptorts Châteauroux, wo er 2020 mit großer Mehrheit wiedergewählt wurde. Unter anderem setzte er sich für Châteauroux als Austragungsort bei den Olympischen Sommerspielen 2024 ein und erreichte, dass die Wettbewerbe im Bogenschießen schließlich dort ausgetragen wurden. 2021 wurde er in den Rat des Départements Indre gewählt. Seit 2022 ist er Vorsitzender des Vereins Villes de France (VdF), dem französische Städte mittlerer Größe – zwischen 10.000 und 100.000 Einwohnern – und deren Gemeindeverbände angehören. Mit Stand 2024 ist er zudem Vorsitzender des Gemeindeverbands Châteauroux Métropole.
Seit 1995 gehörte er der Partei des gaullistischen Lagers an, zunächst dem RPR, an deren damaligen Leitfiguren Jacques Chirac und Jean-Louis Borloo sich sein politisches Engagement orientierte, dann deren Nachfolgeorganisationen UMP und Les Républicains (LR). Der ehemalige Staatspräsident Nicolas Sarkozy gilt als sein Mentor. 2022 gab er seine Parteiämter auf nationaler Ebene ab, nachdem die LR-Parteiführung sich im Wahlkampf zur Stichwahl bei den Präsidentschaftswahlen dagegen entschieden hatte, eine Wahlempfehlung für Emmanuel Macron und gegen Marine Le Pen abzugeben. 2023 verließ Avérous schließlich nach Unstimmigkeiten mit dem Parteivorsitzenden Éric Ciotti die Partei Les Républicains. Seither tritt er unter der Sammelbezeichnung Divers droite (DVD) für parteilose Politiker an, die sich politisch rechts der Mitte einordnen.
Im am 21. September 2024 gebildeten Kabinett von Premierminister Michel Barnier wurde er Minister für Sport, Jugend und bürgerschaftliches Engagement. Zu den Aufgaben gehört die Vorbereitung auf die Olympischen Winterspiele 2030 in Frankreich. Er wurde in dem Amt Nachfolger von Amélie Oudéa-Castéra.
Avérous ist homosexuell und lebt mit seinem Partner zusammen. Er sprach sich 2012 gegen den von der sozialistisch geführten Regierung unter Staatspräsident François Hollande eingebrachten und 2013 im Parlament verabschiedeten Gesetzentwurf zur Einführung der gleichgeschlechtlichen Ehe aus, bezeichnete vier Jahre später jedoch das inzwischen geltende Gesetz als „gut gemacht“ und dauerhaft. Nach dem Anschlag von Orlando am 12. Juni 2016, einem queerfeindlichen Attentat im US-Bundesstaat Florida mit 49 Todesopfern und über 50 Verletzten, äußerte er seine Solidarität mit der schwulen Community, unter anderem in sozialen Medien, und schmückte das Rathaus mit der Regenbogenfahne. In Folge erhielt er nach eigener Aussage Morddrohungen. 2019 und 2020 sprach er sich für die Legalisierung des Cannabiskonsums aus und wies darauf hin, dass trotz des in Frankreich geltenden strikten Verbots das Land der größte Konsument in Europa sei.
Seit dem 1. Januar 2021 ist er Ritter der Ehrenlegion.

## Belege
1. 1 2 3 4 5  Arnauld Pasquier: Gil Avérous, le maire de Châteauroux, nommé ministre des Sports. In: leberry.fr. 21. September 2024, abgerufen am 25. September 2024.
2. 1 2 3 4  Thibault Breton: Gouvernement Barnier : Qui est Gil Avérous, le nouveau ministre des Sports ? In: ouest-france.fr. 22. September 2024, abgerufen am 22. September 2024 (französisch).
3. 1 2  Gil Avérous, maire de Châteauroux, nommé ministre des Sports en remplacement d’Amélie Oudéa-Castéra. In: ouest-france.fr. 21. September 2024, abgerufen am 22. September 2024 (französisch).
4. ↑  Gil Avérous. In: Annuaire des élus de l’Indre. Rat des Départements Indre, abgerufen am 25. September 2024 (französisch).
5. ↑  Les élus de l’Agglo. Châteauroux Métropole, abgerufen am 25. September 2024 (französisch).
6. ↑  Gil Avérous : « Être homosexuel n’est pas un handicap en politique ». In: lanouvellerepublique.fr. 10. Oktober 2016, abgerufen am 22. September 2024 (französisch).
7. ↑  Lisa Guyenne: Châteauroux : « Légaliser le cannabis est le meilleur moyen d’anéantir le trafic », plaide Gil Avérous. In: francebleu.fr. 27. September 2020, abgerufen am 25. September 2024 (französisch).
8. ↑  Décret du 31 décembre 2020 portant promotion et nomination dans l’ordre national de la Légion d’honneur. In: Journal officiel de la République française. Nr. 2, Text Nr. 146, 1. Januar 2021 (französisch, online auf Légifrance).

| Personendaten    | Personendaten                               |
| ---------------- | ------------------------------------------- |
| NAME             | Avérous, Gil                                |
| ALTERNATIVNAMEN  | Avérous, Gil Jean-Paul (vollständiger Name) |
| KURZBESCHREIBUNG | französischer Politiker                     |
| GEBURTSDATUM     | 12. Juli 1973                               |
| GEBURTSORT       | Issoudun, Département Indre, Frankreich     |